# Oahu
Oahu (en hawaià Oʻahu) és l'illa més poblada de Hawaii. La ciutat més gran és Honolulu, la capital de l'estat. Tota l'illa està sota l'administració de la Ciutat i Comtat de Honolulu, encara que la ciutat mateixa només ocupa una part al sud-est de l'illa. Altres llocs d'Oahu amb renom internacional són: Waikiki, Pearl Harbor i Diamond Head.

## Geografia
Oahu està formada per dos volcans, Waiʻanae i Koʻolau, amb una ampla vall entre ells. L'altitud màxima és al Mount Kaʻala de Waiʻanae amb 1.225 m sobre el nivell del mar. Amb una superfície total de 1.545,3 km² és la tercera illa més gran de l'arxipèlag de Hawaii.
Al cens del 2021 la població total era de 995,638 habitants, un 75% aproximadament del total de l'estat. La Ciutat i Comtat de Honolulu administra, a més del municipi, tota l'illa d'Oahu i les illes de Sotavent, excepte l'atol Midway.

## Història
Oahu va ser la primera de les illes Hawaii que va trobar l'anglès James Cook, el 18 de gener de 1778, durant el seu tercer viatge al Pacífic. Es dirigia des de les illes de la Societat cap al nord per una ruta suposadament similar a la que havien seguit les antigues migracions polinèsies. Després d'haver explorat tot el Pacífic sud es va quedar sorprès de trobar unes illes altes al bell mig del Pacífic Nord, amb la mateixa cultura que s'estenia fins a Nova Zelanda i l'illa de Pasqua.
El rei Kamehameha III va traslladar la seva capital de Maui a Oahu, el 1845. El Palau 'Iolani és una mostra de la presència de la monarquia.
Avui, Oahu és una destinació turística internacional amb més de cinc milions de visitants anuals, principalment dels Estats Units continentals i del Japó. Multitud de pel·lícules i sèries de televisió s'han filmat a l'illa, per exemple Magnum P.I. o Hawaii Five-O.

## Llocs d'interès
- Honolulu, és la capital de l'estat. Disposa del Bishop Museum, el més important de cultura polinèsia; Honolulu Academy of Arts, un museu d'art amb una important col·lecció d'art asiàtic; Lyon Arboretum, jardí botànic tropical.
- Waikiki és el gran centre turístic de Hawaii, situat a la costa sud d'Oahu, que concentra el 90% dels hotels. La platja de Waikiki, una de les més famoses del món, ofereix sol, platja i surf. Al segle xix ja era un lloc de descans de la família reial hawaiiana. El nom hawaià Waikīkī significa 'aigua drenada', ja que abans estava envoltada d'aiguamolls.
- Pearl Harbor és una badia situada a l'oest de Honolulu. La major part del port i els voltants de la badia són una base naval nord-americana, el quarter general de la flota del Pacífic. Va ser l'atac a Pearl Harbor, el 7 de desembre de 1941, que va provocar l'entrada dels Estats Units a la Segona Guerra Mundial.[7][8][9][10]Les restes del USS Arizona i el USS Missouri són monuments commemoratius de la guerra.
- Diamond Head (en hawaià Lēʻahi) és un con volcànic, situat a l'est de Waikiki, que mostra una vista panoràmica que ha esdevingut un símbol turístic. El nom li van donar navegants anglesos del segle xix que van confondre els cristalls de calcita encrostats a la roca amb diamants. Està declarat com a State Monument.